# Hersilia albomaculata
Hersilia albomaculata là một loài nhện trong họ Hersiliidae.
Loài này thuộc chi Hersilia. Hersilia albomaculata được miêu tả năm 1985 bởi Wang & Yin.